# Chloronana orbicula
Chloronana orbicula är en insektsart som beskrevs av Delong och Freytag 1964. Chloronana orbicula ingår i släktet Chloronana och familjen dvärgstritar. Inga underarter finns listade i Catalogue of Life.